# Demonte
Demonte är en ort och kommun i provinsen Cuneo i regionen Piemonte i Italien. Kommunen hade 1 959 invånare (2018).